# Forze armate rivoluzionarie popolari della Kampuchea

Coccarda dell'aviazione delle FARPK (dal 1979 al 1989).

Coccarda dell'aviazione delle FAPC (dal 1989 al 1993).

Le Forze armate rivoluzionarie popolari della Kampuchea, o Forze armate rivoluzionarie popolari Khmer, (FARPK) erano le forze armate della Repubblica Popolare di Kampuchea, il governo de facto della Cambogia dal 1979 al 1990. Vennero formate con l'assistenza militare del Vietnam, che fornì attrezzature e addestramento alle neonate forze armate, con il compito iniziale di contrastare la prolungata campagna di guerriglia condotta dal governo di coalizione della Kampuchea Democratica.
Le FARPK vennero rinominate Forze armate popolari della Cambogia (FAPC) nel 1989, conservando la loro struttura principale, ma cambiando insegne e simboli. Nel 1993 le FAPC vennero assorbite nelle Reali forze armate cambogiane recentemente ristabilite.

## Storia

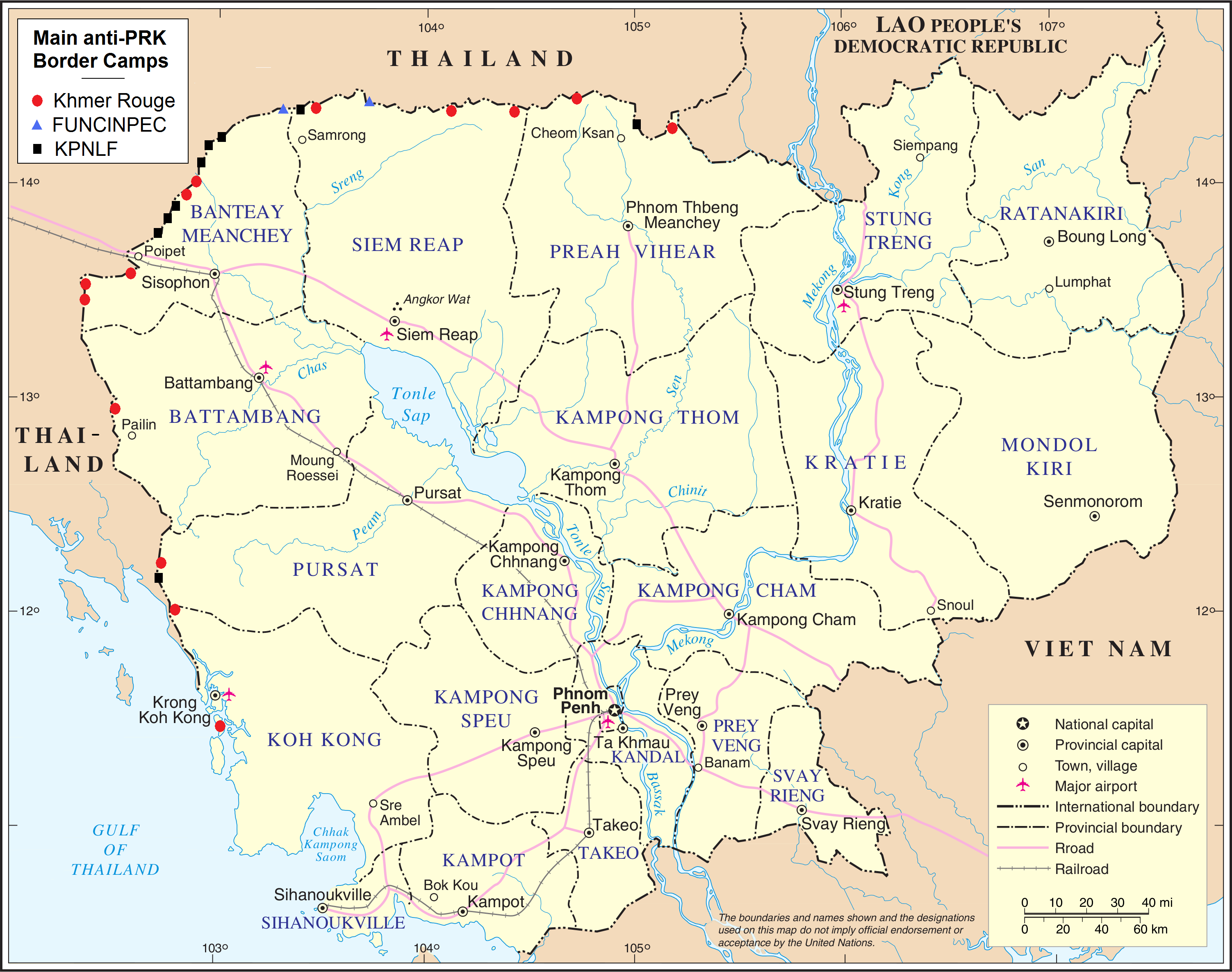
Campi di frontiera ostili alla Repubblica Popolare di Kampuchea; 1979-1984.

Le FARPK vennero costituite inizialmente da milizie, ex membri degli khmer rossi, e militari di leva. La maggior parte di loro vennero addestrati ed equipaggiati dall'Esercito popolare del Vietnam. Ma a causa di una mancanza di addestramento, armi e diserzioni di massa, le FARPK non erano una forza di combattimento efficace. Di qui la maggior parte dei combattimenti contro le forze del governo di coalizione della Kampuchea Democratica (GCKD), di cui i khmer rossi (ribattezzati Esercito nazionale della Kampuchea Democratica) furono la principale minaccia, vennero lasciati alle forze armate vietnamite che occuparono il paese.
In seguito al ritiro vietnamita nel 1989 e al crollo dell'Unione Sovietica, le FARPK furono in grado di proseguire i loro modesti sforzi contro il GCKD e questo in parte convinse il governo cambogiano a sedere al tavolo dei negoziati. Nel 1989 iniziò la transizione che culminò nell'accordo di pace di Parigi del 1991. Dopo che il nome di "Repubblica Popolare di Kampuchea" venne ufficialmente cambiato in "Stato della Cambogia" (SDC), le FARPK vennero ribattezzate "Forze armate popolari della Cambogia" (FAPC). In seguito alle elezioni del 1993 le FAPC vennero assorbite in un nuovo esercito nazionale di truppe realiste, nazionaliste e delle FAPC.
Le forze armate rivoluzionarie popolari della Kampuchea (FARPK) costituivano le forze regolari della filo-Hanoiiana Repubblica Popolare di Kampuchea (RPK). Subito dopo la caduta dei khmer rossi, divennero evidenti due ragioni della necessità di tali forze ai mentori vietnamiti della RPK quando installarono il nuovo governo cambogiano nei primi mesi del 1979. In primo luogo, se la nuova amministrazione a Phnom Penh avesse voluto proiettare a livello internazionale l'immagine di uno Stato sovrano legittimo, avrebbe avuto bisogno di un proprio esercito nazionale da parte delle forze vietnamite. In secondo luogo, se l'esercito vietnamita non avesse dovuto assumersi a tempo indeterminato la sua missione di sicurezza interna in Cambogia, avrebbe avuto bisogno di sviluppare una forza militare khmer che avrebbe potuto essere messa in atto come surrogato delle truppe vietnamite. Arruolare una tale forza indigena non presentò nessun ostacolo insormontabile per Hanoi al momento, perché già erano stati stabiliti diversi precedenti. In Laos, le forze armate vietnamite mantennero uno stretto addestramento e rapporto di coordinamento con i loro omologhi laotiani a causa della presenza militare di Hanoi nel paese. In Cambogia, il Vietnam era stato un pilastro per le fazioni comuniste khmer dal 1954. L'esercito vietnamita anche aveva aiutato la RAK condotta da Pol Pot e dal suo successore, le FALNPK, a seguito del colpo di Stato che aveva deposto Sihanouk nel 1970. Più di recente, Hanoi aveva contribuito a raccogliere ed addestrare alcuni reggimenti di soldati khmer, probabilmente delle dimensioni di un battaglione, che avevano combattuto a fianco dei vietnamiti durante l'invasione della Cambogia. Con ulteriore tutela vietnamita, queste unità khmer divennero il nucleo di un esercito nazionale. Da questi inizi ad hoc, le FARPK crebbero come forza militare e, infine, guadagnarono la loro posizione come strumento sia del partito che dello Stato. Questo sviluppo, però, venne accuratamente protetto dal controllo di estranei e molto di ciò che si è potuto concludere sulle forze armate della RPK era basato su analisi piuttosto che su dati concreti incontrovertibili.

## Pericoli e funzionalità

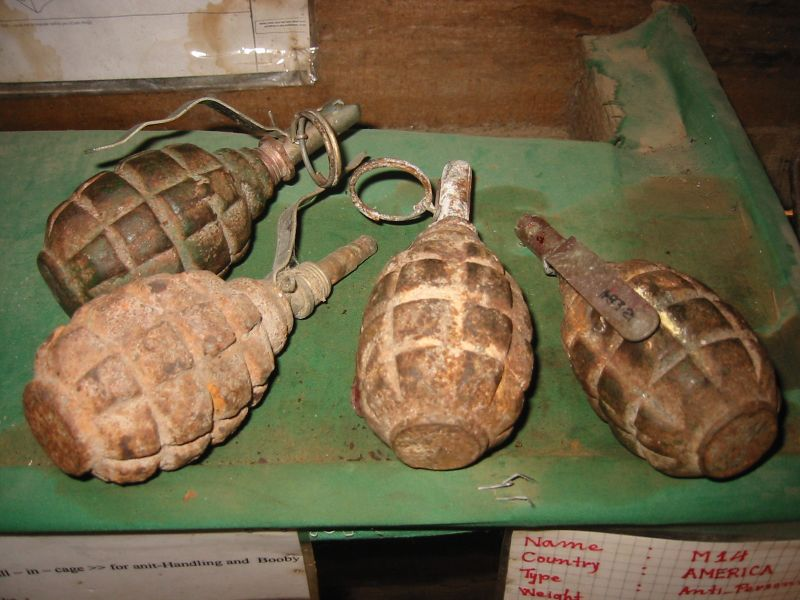
Bomba a mano sovietica F1 delle FARPK.

L'impulso principale per l'istituzione delle FARPK era la minaccia alla sicurezza affrontata dal governo di Phnom Penh. Internamente, questa minaccia consisteva d'insorti armati appartenenti alle tre componenti del GCKD. La forza totale delle tre forze era impossibile da valutare con precisione; forse può aver raggiunto tra i 55.000 e i 75.000 combattenti, ma avrebbe potuto essere notevolmente inferiore a quella cifra. Le forze ribelli erano in grado di montare un'offensiva sostenuta e di ammassarsi per qualsiasi operazione tattica oltre alle pattuglie sporadici nelle aziende, perché non potevano superare le loro rivalità di fazioni distruttive. Meno di tutti erano in grado di far cadere il governo di Phnom Penh. Erano capaci, però, di mantenere la Cambogia in uno stato permanente di insicurezza; alzarono il costo per Hanoi della sua forte presenza militare nel paese; e, sostenuti dalla Cina, offrirono un ostacolo persistente alla coalescenza di una federazione indocinese dominata da Hanoi.
Oltre agli insorti khmer nella Cambogia stessa, le FARPK e il governo di Phnom Penh ritennero di dover affrontare una minaccia esterna sostanziale e che consisteva del Reale esercito thailandese numericamente superiore, equipaggiato da Cina, Stati Uniti, e Thailandia, che ospitò legioni di guerriglieri khmer che attraversavano il confine per depredare le unità delle FARPK e le aziende della RPK a volontà. Fino a che punto questa percezione era realistica, è stato punto di discussioni. Bangkok acconsentiva alla presenza sul suolo thailandese di campi profughi khmer, che gli insorti utilizzavano per riposare e recuperare. L'esercito thailandese, tuttavia, non era né concentrato né distribuito in una posizione particolarmente minacciosa lungo il confine con la Cambogia; Inoltre, la resistenza che l'esercito thailandese avrebbe potuto offrire a un'ipotetica offensiva vietnamita in Thailandia fu oggetto di legittime speculazioni. Le denunce di Phnom Penh sulla presunta bellicosità thailandese vennero fatte con tale regolarità, tuttavia, che era possibile che le FARPK (e la RPK) fossero in pericolo di essere vittime della loro stessa propaganda sulle relative intenzioni aggressive di Bangkok.
Una minaccia minore, ma tuttavia reale, venne posta dalla possibilità di sbarchi non autorizzati lungo la costa irregolare e non protetta della Cambogia. Navi cinesi avrebbero potuto sfruttare questa vulnerabilità, mettendo in pericolo le baie e le insenature incontrollate dalle FARPK, e avrebbero potuto scaricare armi e rifornimenti per gli insorti. Nel 1987 questa minaccia non era decisiva, ma aveva il potenziale per diventarla, se la rete di ostacoli e campi minati piazzati sul confine cambogiano avesse dimostrato di essere una barriera inaspettatamente efficace per ostacolare il flusso delle forniture cinesi ai guerriglieri khmer.
Lungo i suoi confini nordorientali e orientali con il Laos e con il Vietnam, la Cambogia non affrontò alcuna minaccia per la sicurezza esterna degna di nota. Finché governi comunisti amichevoli rimasero al potere a Vientiane, Phnom Penh, e Hanoi, i loro interessi nel proteggere l'inviolabilità delle loro frontiere comuni convergevano. Nonostante questo, però, il controllo del governo nelle zone di confine di montagna di tutti e tre gli stati probabilmente erano tenui, e gruppi ribelli (o banditi), se non troppo grandi, potevano passare avanti e indietro senza ostacoli. La minaccia alla sicurezza rappresentata da tali bande era vessatoria ma minore, e, nel caso della Cambogia, probabilmente avrebbe potuto essere contenuta dalle unità provinciali senza richiedere l'intervento delle FARPK o delle forze principali vietnamite.
La capacità delle FARPK di far fronte alle minacce, reali o percepite, schierate contro di essa nel 1987, era una questione aperta. Gli osservatori occidentali, in accordo, valutatavano le forze del governo di Phnom Penh come generalmente inefficaci, che possedevano solo una capacità limitata per qualsiasi missione di combattimento. A loro avviso, le FARPK erano ridotte al minimo e carenti e non potevano né far fronte alla sostenuta attività di guerriglia degli insorti del GCKD, né impedire la loro infiltrazione in Cambogia dalla Thailandia, né pattugliare la costa estesa del paese. Di fronte a tali limitazioni, fu necessario riconoscere, tuttavia, che le FARPK erano state costruite letteralmente dal nulla, in un paese lacerato dalla guerra e devastato, la cui popolazione era stata decimata in precedenza da una dittatura brutale. L'istituzione, nel giro di pochi anni, di una forza credibile in tali circostanze sarebbe stato un compito arduo per qualsiasi governo, per non parlare di uno così privo di risorse e di leadership e quindi dipendente dal supporto esterno. L'analisi più conclusiva che si potesse fare sulle FARPK era che Hanoi aveva gettato le basi per una forza militare cambogiana indigena e, per la sua insistenza ricorrente che le unità vietnamiti sarebbero state ritirate entro il 1990, avrebbe potuto aver impartito ai propri clienti nel governo di Phnom Penh un certo grado di urgenza in materia per sviluppare una forza efficace.

## Organizzazione e controllo

### La struttura legale
L'istituzione di una struttura legale e burocratica per le forze armate fu in concomitanza con la fondazione delle FARPK. La base giuridica venne trovata nella Costituzione della RPK, che attraversò diverse versioni prima di essere adottata dall'Assemblea nazionale nel 1981 (si veda la Costituzione, cap. 4). L'articolo 9 della Costituzione riconosce l'esistenza delle FARPK e rileva che il suo obbligo è quello di "difendere la patria e il potere rivoluzionario, di salvaguardare le conquiste rivoluzionarie e la vita pacifica dei popoli e unirsi con il secondo nella costruzione nazionale." La Costituzione impone inoltre un obbligo reciproco sulle persone, dichiarando che è loro "dovere supremo e onore" "costruire e difendere la patria", e che tutti i cittadini, senza riguardo al genere, "devono servire nelle forze armate, come prescritto dalla legge ".
In una prima stesura, la Costituzione aveva specificato che il presidente del Consiglio di Stato era contemporaneamente il comandante supremo delle forze armate e il presidente del Consiglio di Difesa Nazionale. In una curiosa deviazione dalla bozza iniziale, però, la versione definitiva della Costituzione omise questo passaggio chiave. La sua omissione provocò speculazioni sul vero luogo di autorità delle FARPK e sospetti che la soppressione avrebbe potuto essere connessa al rilievo, in circostanze oscure, dell'allora presidente e capo delle forze armate Pen Sovan. Nel 1987, tuttavia, il comando supremo delle FARPK venne investito ancora una volta della presidenza del Consiglio di Stato.
Le FARPK rispondevano a due organizzazioni sotto il Consiglio di Stato, vale a dire, il Ministero della difesa nazionale e lo stato maggiore. Il ministro della difesa nazionale, una posizione stabilita a volte nel 1979, era un membro del Consiglio dei ministri, organo esecutivo autorizzato dalla Costituzione "per consolidare e sviluppare le forze di difesa nazionale, per effettuare la mobilitazione delle forze armate; per ordinare il coprifuoco e prendere altre misure necessarie per la difesa nazionale". Per svolgere le sue funzioni, il ministro della difesa nazionale era assistito da quattro deputati che sovrintendevano, nel 1987, il lavoro di almeno nove dipartimenti (vedi fig. 14). Le prove incomplete disponibili nel 1987 suggeriscono che le funzioni come l'amministrazione, le operazioni e la logistica, che normalmente erano sezioni riservate allo stato maggiore in alcune forze armate, vennero effettuate presso il Ministero della difesa nazionale.

### Lo stato maggiore
Sotto il Ministero della difesa nazionale, lo stato maggiore era il secondo scaglione interessato alle questioni di difesa e di sicurezza nella RPK. Fu uno dei primi organi delle FARPK da stabilire ed era già in vigore entro la metà del 1979. Nel 1986 venne diretta da un capo di stato maggiore, con un segretariato e quattro deputati, le cui responsabilità rimasero oscure. Lo stato maggiore esercitava la giurisdizione sulle tre componenti delle FARPK: le forze terrestri (esercito), le forze embrionali navali costiere/fluviali e le forze aeree. Probabilmente supervisionava amministrativamente le regioni militari del paese e alcuni comandi specializzati, come i comandi delle comunicazioni e della Guerra Speciale. Avrebbero potuto esercitare il controllo operativo anche su alcune formazioni tattiche delle FARPK, soprattutto quelle che operavano in modo autonomo, oltre alle forze vietnamite. Le linee di autorità che delimitavano le responsabilità dello stato maggiore del Ministero della difesa nazionale sembravano essere più confuse che in alcuni eserciti contemporanei. Questo non può aver causato conflitti di attribuzione, però, perché, con la scarsità di leadership militare, gli esponenti di rilievo a volte servirono contemporaneamente in entrambi i corpi.

### Il controllo del partito
Il controllo della struttura militare delle FARPK e la sua adesione all'ortodossia politica del Partito rivoluzionario popolare della Kampuchea (o Khmer) (PRPK) vennero assicurati dalla rete del partito, sovrapposta alla struttura nazionale di difesa, che si estese verso il basso in tutti i gradi delle unità. Il controllo del partito delle forze armate venne esercitato anche per l'assegnazione di alti ufficiali militari e di partito per le posizioni del primo scaglione con, ad esempio, gli ufficiali chiave del Ministero della difesa nazionale o dello stato maggiore generale anche al servizio del Comitato centrale del PRPK. A livello nazionale, la supervisione del lavoro di partito nelle forze armate venne affidata al dipartimento di politica generale del Ministero della difesa nazionale. La prova incompleta suggerisce la presenza, tra i comandi militari regionali del paese, di funzionari politici con piccoli staff o commissioni a loro disposizione. Logicamente, tali ufficiali avrebbero tenuto in stretto contatto e avrebbero coordinato le attività del partito nelle loro giurisdizioni militari con i loro omologhi in unità tattiche delle FARPK e nei comitati provinciali del partito.
Durante gli anni '80, l'attività del partito nelle FARPK s'incentrò sulla costruzione di un sostegno per la "rivoluzione socialista" in Cambogia, e sull'aumentare l'adesione a tutte le unità militari. Alla fine del 1984, gli obiettivi del partito erano d'istituire un comitato in ogni reggimento delle forze provinciali, così come una cellula di partito o di capitolo in ogni battaglione e in ogni compagnia a livello distrettuale. Questo sforzo citato aveva raggiunto un successo parziale entro la metà del 1985. In uno sforzo incessante per costruire i membri del partito nelle FARPK, i quadri di tutti i gradi nel corso degli anni vennero invitati ad individuare il personale militare in grado di potenzialità e di indurlo rapidamente nel partito. Tali appelli accennati cancellarono ai membri delle FARPK il periodo di prova o di attesa per la festa di accoglienza, e anche l'atto di adesione non poteva essere completamente volontario. Anche i funzionari del PRPK cercarono di espandere l'appartenenza dagli ufficiali subalterni e dalle truppe delle FARPK nell'Unione Giovanile Rivoluzionaria Popolare della Kampuchea (UGRPK-vedi appendice B). Come organizzazione di massa del partito a cui tutti i giovani potevano appartenere, l'UGRPK era in una forte posizione istituzionale per accettare tutti i candidati, e avrebbe potuto far breccia più in profondità nelle FARPK rispetto al partito più elitario. In un messaggio esortativo nei primi mesi del 1987, i funzionari della difesa con orgoglio rilevarono l'esistenza delle "strutture" dell'UGRPK in oltre l'80 per cento delle forze armate, e riconobbero un debito di gratitudine verso l'organizzazione di massa per occupare la prima linea di uno sforzo nazionale per indurre i giovani Khmer a prestare servizio nelle FARPK.

### La soppressione del fazionalismo
Quando si considera la dinamica delle FARPK, dovrebbe almeno essere considerata la possibilità del fazionalismo. In alcuni eserciti, questo settarismo può assumere la forma di rivalità interservizio, la coalescenza di gruppi attorno alcuni dirigenti, o di elementi comuni condivisi, come la scuola militare, le unità d'affiliazione o l'esperienza di combattimento. Nel caso delle FARPK, è improbabile che tale fazionalismo esistesse. I consiglieri vietnamiti, per esempio, presenti in tutte le sfere delle FARPK, avrebbero rilevato tale attività in una fase iniziale e l'avrebbero soppressa prontamente, perché avrebbe sminuito la costruzione di una forza combattente khmer efficace, quale era la missione di sviluppo dell'esercito vietnamita.
La rivalità interservirzio potrebbe essere liquidata come una causa di faziosità nelle FARPK al momento. Le forze terrestri erano chiaramente il servizio dominante sia per dimensione che per anzianità. Le forze navali costiere/fluviali e le forze aeree erano state istituite recentemente; molto piccole nei numeri, non erano in grado di sfidare il primato del servizio più grande, nonostante la possibilità di qualche elitismo generato dal loro orientamento più tecnico.
Anche la composizione del corpo ufficiali delle FARPK militò contro l'aumento della faziosità. Come membri di una relativamente piccola forza armata, gli ufficiali erano relativamente poco numerosi ed erano soggetti ad un sistema di rotazione degli incarichi, che allevò la familiarità con varie mansioni. La conseguente intercambiabilità del personale impedì presumibilmente la creazione di feudi dei signori della guerra e lo sviluppo delle smisurate lealtà personali all'interno della struttura militare. Come è vero per l'élite militare in altri piccoli paesi non sviluppati, gli ufficiali delle FARPK si conoscevano personalmente l'uno con l'altro, e conoscevano accuratamente le reciproche famiglie e antecedenti politici. Questa rete di relazioni personali e familiari, sempre importanti in Asia, potrebbero aver favorito uno spirito di cooperazione piuttosto che la competitività; inoltre, l'ubiquità, forse anche la soffocante presenza di consiglieri militari vietnamiti potrebbe essere stata un incentivo sufficiente per il personale Khmer d'immergere qualunque differenza esistente tra loro.
L'ultimo fattore che può aver inibito la crescita delle fazioni all'interno delle FARPK era la gamma di opzioni a disposizione dei suoi ufficiali dissidenti e dei suoi soldati di leva. A differenza delle forze armate di altri paesi del Terzo Mondo, dove i militari scontenti avevano poca scelta se non tracciare colpi di stato o inghiottire i loro risentimenti, il personale delle FARPK poteva (e molti hanno) semplicemente disertare dai propri impegni militari e unirsi ai ribelli anti-vietnamiti, che ebbero politiche di accoglienza dei disertori delle FARK. Se esercitavano l'opzione, avevano una scelta ulteriore: si sarebbero potuti unire ai comunisti dell'ANKD, ai nazionalisti delle FALNK, o ai monarchici dell'ANS. Per le forze armate del governo di Phnom Penh, questa gamma di opzioni fece sì che quel personale che rimase nelle FARPK lo fece volontariamente a causa di uno scopo comune e della lealtà verso l'istituzione o il regime. Anche se nel breve periodo questa dinamica può aver avuto un effetto lassativo sulle FARPK, assicurando la sua purezza ideologica, si basò sull'acquiescenza Khmer alla continua dominazione vietnamita della RPK e delle sue forze armate. Se la continua accettazione di questa dominazione non avrebbe prevalso a lungo di fronte al nazionalismo Khmer tra il personale militare rimase discutibile.
Anche se la logica potrebbe argomentare contro l'esistenza di fazioni nelle FARPK, il caso non è del tutto unilaterale. Si può notare, dopo tutto, che la Cambogia dal 1970 venne sottoposta ad eventi catastrofici che hanno prodotto profonde spaccature all'interno della società Khmer e che si può ben vedere sono riflessi nelle forze armate stesse. Nelle FARPK, anche tra il personale che aveva scelto di non aderire agli insorti, era possibile rilevare una varietà di ambienti; c'erano ex Khmer Rossi voltagabbana, sostenitori vietnamiti, ex monarchici, e una nuova generazione di giovani ufficiali e di uomini senza precedenti politici. Anche se non poteva essere provata da osservatori esterni, si potrebbe dedurre che le fazioni nelle FARPK si sarebbero coalizzate intorno a tali ex lealisti con condivisioni, appartenenze, o sfondi politici. Se questo fosse stato il caso, ad esempio, la coalescenza avrebbe potuto assumere varie forme in futuro: o ci sarebbe potuto essere un indurimento delle fazioni linee dato che le FARPK stesse diventarono più radicate come istituzione della RPK, o come detto all'inizio, il Vietnam, nel suo ruolo di mentore delle forze armate del governo di Phnom Penh, avrebbe potuto tenere a freno le FARPK e impedire con la forza la sua polarizzazione intorno a fazioni interne.

## Missione e dottrina
Alla fine degli anni '80, le FARPK avevano diverse missioni. Alcune erano implicite nella situazione della Cambogia; altre erano prescritte nella Costituzione. Anzitutto vi erano i compiti per difendere la nazione da un'aggressione straniera, per salvaguardare le conquiste della rivoluzione marxista in Cambogia, e per garantire la sicurezza interna, impegnandosi in combattimenti contro gli insorti e contro avversari interni come determinato dal governo e dal partito. Oltre al ruolo di combattimento, che faceva parte della loro responsabilità di sicurezza interna, le FARPK s'impegnarono anche in attività di propaganda per conto del governo, eseguirono vari compiti di azione civica, e parteciparono alla produzione economica. A causa della povertà del Paese, e poiché il bilancio della difesa non era sufficiente alle esigenze delle FARPK, le FARPK dovevano contribuire a pagare il proprio modo di generare reddito. Negli anni '80, i loro sforzi si limitarono alla coltivazione di ortaggi e allevando pollame e bestiame per uso militare, ma, in futuro, avrebbero potuto includere la produzione e la lavorazione di materie prime in fabbriche di proprietà militare.
Per realizzare le loro missioni di combattimento, le FARPK svilupparono la propria dottrina militare. Anche se non era disponibile in forma scritta agli osservatori occidentali, questa dottrina poteva essere dedotta dalla Costituzione, dalle circostanze in Cambogia, e dalle dinamiche della struttura militare vietnamita che aveva fatto da mentore e come modello delle FARPK dal suo inizio. Sia nelle FARPK che nell'esercito vietnamita non c'era dicotomia dottrinale tra la società civile e la struttura militare in quanto vi era nella maggior parte delle nazioni occidentali. Tutti erano potenzialmente un membro delle forze armate; in Cambogia, come in Vietnam, ci fu una mobilitazione totale della popolazione e la dedizione totale a qualunque risorsa della nazione era capace, al fine di raggiungere gli obiettivi militari che il governo o il partito volevano formulare. Il coinvolgimento totale della popolazione cambogiana in guerra venne sancito dottrinalmente nella dichiarazione costituzionale che "il popolo nel suo insieme partecipi alla difesa nazionale." A causa delle esigenze di sicurezza affrontate dal governo di Phnom Penh nel combattere un'insurrezione persistente, praticamente l'intera popolazione abile venne organizzata in vari corpi militari e paramilitari. Questo concetto dottrinale funzionò bene in difesa quando il patriottismo poteva essere invocato per radunare un popolo contro l'invasore straniero o contro una reale o immaginata, ma di facile comprensione, minaccia esterna. Funzionò meno bene quando venne utilizzato per ottenere il sostegno indigeno per un occupante straniero, come il regime di Phnom Penh dovette fare per il Vietnam. Hanoi, di conseguenza, evocò incessantemente lo spettro del ritorno di Pol Pot e dei Khmer rossi per indurre la popolazione cambogiana ad aderire alle FARPK, e attraverso un attivo coinvolgimento personale, per rendere il sostegno risoluto alla RPK.
Le FARPK furono probabilmente anche oggetto di altre influenze dottrinali dalle istituzioni militari del Vietnam e, in definitiva, dell'Unione Sovietica, che mantenne una presenza sostanziale di consulenza con le forze armate vietnamite e una più piccola con le FARPK. La rilevanza della dottrina militare dei grandi eserciti dell'Unione Sovietica e dei piccoli del Vietnam, addestrando ed equipaggiando discutibilmente le FARPK, rimase speculativa, tuttavia, soprattutto nell'ambiente controinsurrezionale della Cambogia. I consiglieri sovietici, direttamente o tramite controparti vietnamite, potrebbero aver trasmesso le loro esperienze in Afghanistan e potrebbero aver informato sulle misure per contrastare gli equipaggiamenti e le armi cinesi od occidentali, sui metodi di controllo o di suborno della popolazione, e sui mezzi di impiego delle armi e dei sistemi d'arma -come l'artiglieria, gli elicotteri e le mine. I consiglieri vietnamiti, concentrandosi sulla neutralizzazione del loro esercito di campi base degli insorti sul confine tailandese - attraverso operazioni su larga scala supportati da fuoco indiretto - nell'offensiva della stagione secca del 1984 e del 1985, potrebbero aver involontariamente impartito ai loro sostituti cambogiani una predilezione per questa dottrina tattica.

## Composizione e schieramento

### Le regioni militari
La Cambogia venne divisa geograficamente in quattro regioni militari delle FARPK (vedi fig. 15). Queste regioni originariamente portavano numeri assegnati dai vietnamiti che fossero conformi al sistema utilizzato dall'Esercito Popolare del Vietnam (APVN-vedi appendice B). A metà degli anni '80 vennero rinumerate per presentare, almeno, l'illusione della loro autonomia dalle forze armate vietnamite. Poco si sapeva definitivamente sulle funzioni delle regioni militari, specialmente riguardo al controllo operativo esercitato dal loro quartier generale sulle unità tattiche e le missioni delle FARPK. Era possibile che le loro responsabilità fossero limitate a compiti amministrativi, come l'arruolamento, l'addestramento, la produzione economica, e il coordinamento con le unità militari e i consiglieri vietnamiti.
Al di sotto del livello di sede della regione militare, le FARPK erano composte da tre tipi di unità: forze principali o regolari, forze provinciali o regionali, e milizie di villaggio o forze locali. I dati ufficiali della forza mancavano nel 1987, ma le forze principali e provinciali insieme possono aver numerato più di 40.000 uomini. Era intenzione dei mentori vietnamiti delle FARPK di costruire una forza affidabile di Khmer tra 30.000 e 50.000 uomini, presumibilmente a partire dal 1990, nella cui data le unità vietnamite dovevano essere ritirate.

### Le unità
A metà-fine anni '80, le unità della forza regolare o principale delle FARPK consistevano di sette divisioni di fanteria sottoforza, diverse brigate di fanteria e reggimenti indipendenti, fino a quattro battaglioni di carri armati, e formazioni di supporto al combattimento, come i battaglioni del Genio. I precursori di tutte queste unità erano diversi battaglioni Khmer arruolati da Hanoi nel 1978 quando preparò l'invasione della Cambogia. Nel 1980 circa, i battaglioni vennero riorganizzati in quattro brigate, ognuna inviata ad una delle quattro province cambogiane di Battambang, Siem Reap - Oddar Meanchey, Kampong Speu e Kampong Cham. In queste aree, le brigate eseguirono compiti di difesa statica, e di tanto in tanto parteciparono con le forze vietnamite in operazioni congiunte contro i ribelli. Dato che la coscrizione e gli arruolamenti volontari portarono più personale nelle FARPK, le quattro brigate vennero aggiornate a divisioni di fanteria, e vennero create due divisioni supplementari. Nonostante tale apparente progresso nello sviluppo della forza, tuttavia, tutte le unità rimasero cronicamente sottoforza, secondo gli osservatori occidentali.
A metà-fine degli anni '80, le autorità delle FARPK schierarono gran parte della loro forte forza principale semipermanente in Cambogia occidentale, e vennero segnalati quartier generali di divisione fondati a Batdambang, ad Treng, e a Sisophon nella Provincia di Batdambang. C'era poco accordo tra gli osservatori sulla designazione delle unità o sui movimenti delle unità della forza principale sotto il livello di divisione all'interno della Cambogia, o sulla misura in cui tali unità Khmer erano in grado di operare in modo indipendente delle forze vietnamite.
Per estendere la presenza del governo nei distretti, alcune unità provinciali vennero suddivise in plotoni o squadre e vennero spedite ad accompagnare i funzionari del distretto di nuova nomina. In questo momento, le forze provinciali erano semplicemente aggiunte delle forze di occupazione vietnamita; erano inesperte, e avevano poche funzionalità superiori a quelle necessarie per fornire una rudimentale difesa passiva per le loro amministrazioni provinciali o distrettuali.

### L'equipaggiamento
L'equipaggiamento per le unità della forza principale venne fornito dal Vietnam e da parte dell'Unione Sovietica. Gli armamenti consistevano di armi di origine sovietica, tra cui il fucile d'assalto AKM (versione aggiornata dell'AK 47) e varie armi d'equipaggio servito, tra cui obici trainati medi, e armi di difesa aerea in più calibri. I carri armati nei battaglioni corazzati delle FARPK inclusero il T-54/55, un vecchio, ma capace, carro armato da combattimento di origine sovietica; l'obsoleto carro leggero anfibio PT-76; e il Type 59, un vecchio carro armato da combattimento cinese, probabilmente tramandato dalle scorte vietnamite.
I veicoli da combattimento corazzati nell'inventario della forza principale consistevano nella serie sovietica di veicoli a motore BTR, e alcuni vecchi equipaggiamenti americani come i carri armati V-100 e i veicoli trasporto truppe M113 lasciati in eredità dal Vietnam o lasciati indietro dai tempi della Repubblica Khmer (vedi tabella 16, Appendice A).
Le forze provinciali/regionali erano truppe del secondo scaglione, ordinate sotto principali abitudini di forza in funzione, nella sostenibilità, e nell'equipaggiamento. I precursori delle forze provinciali erano unità Khmer che vennero arruolate frettolosamente nel 1979. Esse erano composte da disertori o rifugiati che vennero spinti ad entrare in servizio dai vietnamiti nella loro invasione della Cambogia. Le unità numeravano forse 100 uomini ciascuno, e vennero assegnate, una per provincia, ad accompagnare i funzionari del governo appena proclamato a Phnom Penh, dato che riempirono i posti lasciati vacanti dai Khmer Rossi e istituirono amministrazioni provinciali.

### Lo schieramento
Nel 1987 erano disponibili poche informazioni autorevoli sulla diffusione e sulla forza totale delle forze provinciali cambogiane. Se le FARPK seguirono gli esempi delle loro omologhe vietnamite e laotiane, tuttavia, le truppe delle unità provinciali venivano arruolate tra i residenti locali e vennero dispiegate esclusivamente nelle loro province di origine. Tali pratiche possono aver dato a queste forze un vantaggio, nel reclutamento e nel morale, sopra le loro principali contropartite di forza perché i giovani del villaggio generalmente preferivano servire il loro obbligo militare più vicino a casa. In una contro-insurrezione come quella in Cambogia, le forze provinciali potevano avere anche un vantaggio a causa della loro maggiore conoscenza della zona delle operazioni e delle condizioni locali, sia amichevoli che ostili.
Un obiettivo iniziale del governo di Phnom Penh fu quello di raccogliere due battaglioni di forze provinciali per provincia. Dati i limiti di manodopera della nazione, un obiettivo più realistico sarebbe stato un solo battaglione per provincia. Nel 1987 gli analisti occidentali ritenevano che quest'ultimo obiettivo fosse stato raggiunto e addirittura superato in alcune province al confine thailandese, dove la minaccia dei ribelli era maggiore. Continuò ad essere impossibile valutare la forza complessiva delle forze provinciali con esattezza, ma sulla base di una stima di 1 battaglione per provincia in generale, con 2-4 battaglioni per provincia di confine, una cifra di 10.000 uomini potrebbe essere stata realistica.

### I collegamenti
I collegamenti tra le forze provinciali, il Ministero della Difesa Nazionale e lo Stato Maggiore delle FARPK erano poco chiare. A scaglioni subordinati, tuttavia, le unità provinciali erano responsabili di un comitato militare locale. Questo comitato era composto dal presidente, dal comandante militare, dal suo vice e da un piccolo stato maggiore guidato da un capo di stato maggiore.
Il Comitato militare riferiva al comitato provinciale dell'organizzazione di massa del PRPK, il Fronte Unito per l'Edilizia Nazionale e la Difesa della Kampuchea (o Khmer) (FUENDK-vedi appendice B). Il FUENDK coordinava gli affari militari con i corrispondenti comitati di partito e di governo ad ogni livello organizzativo. Venne ipotizzato, anche se non dimostrato, che le forze provinciali, a prescindere dall'intervento dei comitati, si tennero in stretto contatto con le unità della forza principale delle FARPK e il quartier generale, e con presidi militari vietnamiti nelle vicinanze.

### Le missioni
Le forze provinciali avevano due missioni, militare e politica. Nello svolgimento della prima, alcuni analisti occidentali ipotizzarono che le unità provinciali avrebbero potuto finalmente rompere la loro dipendenza dai loro mentori militari vietnamiti e avessero imparato ad operare da soli. Questa premessa poteva essere vera se le forze provinciali fossero state schierate solo nelle loro province di origine, come sospetto, e se gli insorti avessero continuato a non essere in grado di grandi unità di massa. Nello svolgimento della propria missione politica, le forze provinciali erano attese da parte del governo a svolgere un ruolo importante, perché erano più vicine alle persone di quanto lo fossero le forze regolari. Questo ruolo includeva sia lavoro di propaganda che guerra psicologica.
- Il Lavoro di Propaganda coinvolgeva a costruire la fedeltà dei residenti provinciali sia al governo che al partito così come l'indottrinamento nell'ortodossia del PRPK e nell'ideologia marxista-leninista.
- Le Misure coinvolsero una guerra psicologica adottate contro il nemico, come incentivi per difetto all'eccitazione dell'odio contro di loro, e alla neutralizzazione dei loro appelli di propaganda.

### La milizia del villaggio
Il terzo scaglione nelle FARPK consisteva nella milizia del villaggio, o forze locali. Questa forza armata ebbe origine nel periodo 1979-1980, quando le direttive di partito e il governo appena proclamato incaricarono l'arruolamento di una milizia in ogni villaggio e sottodistretto. Questo obiettivo coincise con il desiderio delle autorità militari vietnamite di creare piccole unità di forza locali nelle comunità rurali lungo il confine tra Thailandia e Cambogia, trasformando così questi insediamenti di frontiera in frazioni di combattimento che aiutino a mantenere gli insorti a bada.
Secondo le istruzioni inoltrate alle autorità del villaggio, gli ex funzionari e i soldati del regime della defunta Kampuchea Democratica dovevano essere esclusi dalla milizia, e la preferenza doveva essere data all'assunzione di ex vittime dei Khmer rossi. Questa politica di assunzione inizialmente fu un discreto successo, dato che non c'era alcuna carenza di cambogiani che avevano sia rimostranze contro il regime precedente sia il semplice desiderio di proteggere le loro case e i loro villaggi dagli attacchi dei guerriglieri Khmer Rossi. In alcune località, gli ex soldati della Repubblica Khmer scampati alle purghe della Kampuchea Democratica furono in grado di dominare la milizia. In altri, i contadini locali senza precedenti politici erano in maggioranza. I villaggi furono in grado alla fine di aumentare le forze di milizia da dieci a venti uomini ciascuno, mentre i sottodistretti arruolarono dai quindici ai trenta uomini. In quasi tutti i casi, i membri delle milizie erano mal addestrati e male equipaggiati, in possesso solo di armi sovietiche di piccolo calibro dal Vietnam, o armi a mano statunitensi fornite anni prima alla Repubblica Khmer.
Nella metà-fine anni '80, il partito e le autorità militari stavano tentando di consolidare la milizia. Una prova indiretta suggerisce che, tra la cittadinanza cambogiana, l'entusiasmo per unire le forze locali era diminuito considerevolmente a partire dai primi anni del decennio. Le unità della milizia, tuttavia, si formarono in tutto il paese, in alcuni casi anche nelle frazioni, nelle singole fabbriche, e nei gruppi di solidarietà che lavoravano nei campi di riso. Alcune unità avevano missioni offensive per cercare gruppi di guerriglia nelle loro località e distruggerli, o almeno segnalare il loro movimento alle autorità militari superiori. Al confine con la Thailandia, la milizia partecipò al Progetto K-5. La milizia aveva anche compiti di pattugliamento e di proteggere questa barriera. Lontano dalla frontiera, tuttavia, le forze locali in genere vennero orientate alla difesa e, secondo fonti ufficiali cambogiane, gli fu "affidato il compito di difendere la produzione, le linee di comunicazione, i siti produttivi, le piantagioni di gomma, le zone di pesca, le aree di sfruttamento forestali, e così via". In tutte le loro funzioni, le unità di milizia facevano rapporto ai comitati locali di partito e di governo, che a loro volta erano responsabili per il reclutamento, l'indottrinamento e l'addestramento dei membri delle milizie. Qualche sostegno finanziario del governo centrale, però, potrebbe essere stato a disposizione degli enti locali per aumentare le unità della milizia nelle loro giurisdizioni. Oltre alle loro funzioni militari e di sicurezza, i membri della milizia furono tenuti a partecipare alle attività economicamente produttive e alle loro unità autosufficienti possibili.

### La marina
A parte i tre livelli delle FARPK, che erano essenzialmente forze terrestri, la struttura militare comprendeva una piccola marina costiera e fluviale. Quest'ultima forza era costituito da un battaglione, di forza sconosciuta, che aveva la missione di pattugliamento del Tonle Sap (Grande Lago) e del Tonle Sab-un fiume proveniente dal Tonle Sap-tra il lago e Phnom Penh. Per compiere la sua missione, la marina fluviale era dotata di almeno tre motovedette, ciascuna armata con una torretta -montante un cannone da 75 millimetri e un cannone con doppia apertura montato da 20 millimetri.
La forza possedeva almeno un mezzo di sbarco con una capacità di arruolamento modesto di circa un plotone alla volta. Il comandante della marina fluviale servì contemporaneamente nello Stato Maggiore delle FARPK, dove egli potrebbe aver svolto le funzioni di un capo navale di stato maggiore.

### L'aeronautica
Un corpo embrionale di difesa aerea o d'aeronautica era in corso di ricostruzione nella metà-fine anni '80, dopo essere stato quasi defunto fin dai tempi della Repubblica Khmer. I piloti e i tecnici cambogiani erano addestrati in Unione Sovietica; alcuni già erano tornati a casa.
Fonti tailandesi riferirono che circa 40 caccia MiG-21/"Fishbed" erano o su ordine o già nell'inventario. Venne riportata la consegna o l'ordine di Mi-8 / "Hip", ma non verificata, a partire dalla fine del 1987.

## Condizioni di servizio

### La coscrizione
Il servizio militare era obbligatorio nella Repubblica Popolare di Kampuchea. I maschi cambogiani di età compresa tra i diciotto e i trentacinque anni affrontarono l'obbligo di prestare servizio nelle forze armate per cinque anni, un aumento di tre anni venne fatto nel 1985, a causa della penuria di personale nel paese. I consigli di reclutamento costituiti da funzionari di partito e di governo esistevano a tutti i livelli amministrativi; essi potevano avere funzioni, principalmente la selezione di giovani idonei ad essere inseriti nel servizio militare, simile a quella eseguita dalle locali commissioni di coscrizione militare degli Stati Uniti. L'istituzione di questi consigli di reclutamento potrebbe aver soppiantato le precedenti tattiche stampa-banda delle unità delle FARPK che, secondo i racconti dei rifugiati, avevano forzatamente arrotondato sui giovani Khmer e li aveva indotti in massa nelle forze armate. A dispetto di questa innovazione burocratica, tuttavia, la renitenza alla leva venne segnalata per essere diffusa, una situazione che venne riconosciuta obliquamente da media di governo e di partito nella loro enfasi implacabile sul reclutamento e sul dovere patriottico di servire nelle forze armate. Non si sapeva se i Khmer giovani avrebbero potuto scegliere di servire nella forza principale, provinciale o locale, oppure se prevalse un sistema di quote.
Le donne e gli uomini erano eleggibili per il servizio militare. Un organo di partito riportò autorevolmente nei primi anni '80 che le FARPK erano composte di "quadri e combattenti maschili e femminili", e "figli e figlie della nostra gente". Le donne vennero pesantemente rappresentate nelle forze locali, secondo le comunicazioni ufficiali, che dichiararono che nel 1987, più di 28.000 donne vennero arruolate in unità della milizia e che più di 1.200 avevano partecipato alla costruzione di fortificazioni di frontiera sul confine tra Thailandia e Cambogia. La presenza delle donne nella provincia e nelle forze principali, tuttavia, non poteva essere verificata.

### I centri d'addestramento
Le FARPK, con l'aiuto dei loro consulenti vietnamiti e sovietici, fecero un notevole sforzo per creare una rete di scuole militari e centri d'addestramento per il proprio personale. Nei primi anni '80, circa tredici tali istituzioni vennero segnalate per essere già in atto. Due delle scuole più note a Phnom Penh erano la Scuola d'Ingegneria e la Scuola Professionale. Ognuna di queste scuole iscrisse circa 300 studenti, in programmi di studio della durata di un anno. La Scuola d'Ingegneria, che si trovava nell'ex accademia militare cambogiana, offriva corsi di radio, telecomunicazioni, topografia, lettura, meccanica e d'ingegneria civile e militare. Il completamento dei corsi della Facoltà d'Ingegneria qualificava i diplomati alla Scuola Professionale (da non confondere con l'Istituto Tecnico Civile dell'Amicizia Kampuchea-URSS). La scuola professionale offrì materie scientifiche militari, come armi e tattiche, un livello superiore a quelli indicati dalla Scuola d'Ingegneria. Entrambe le istituzioni offrivano corsi di lingua in vietnamita e in russo, così come dosi massicce di ideologia. A Phnom Penh, c'era anche una Scuola di Fanteria, presumibilmente per ufficiali subalterni nelle FARPK; una scuola politica per la formazione dei quadri del partito nelle forze armate; una scuola di medicina militare; e una scuola per la logistica. I diplomati promettenti del sistema scolastico delle FARPK avevano la possibilità di andare all'estero per continuare gli studi militari. A metà degli anni '80, circa 1.000 ufficiali delle FARPK erano stati inviati alle scuole e ai centri d'addestramento in Vietnam, e altri 500 erano stati addestrati in Unione Sovietica. Questa educazione ed addestramento internazionale militare, così come l'intera rete di scuole di servizio, venne creduta essere amministrata dal Dipartimento della Formazione dello Stato Maggiore delle FARPK, che rilasciava le direttive di formazione specialistica in nome del Ministero della Difesa Nazionale per gli scaglioni subordinati fino al livello di forza locale.
Sotto il livello nazionale, ogni regione militare delle FARPK aveva le sue scuole d'addestramento e i giovani cambogiani che si univano alle forze armate credevano di ricevere il loro addestramento militare iniziale in tali istituti. L'istruzione riferita copriva le materie politiche, militari, tattiche, e professionali. Secondo una direttiva di formazione pubblicata nel 1984, venne ordinato alle forze provinciali e locali di sottolineare l'addestramento delle unità e di variare le istruzioni con pattuglie ed operazioni di combattimento reali. Venne rivolto anche ai comandanti locali di condurre esercitazioni per quadri e combattenti, di organizzare aree di formazione e di materiali, selezionare formatori qualificati, sviluppare programmi di formazione, e selezionare personale per l'iscrizione ai corsi.

### Le indennità
Mancavano dati recenti sulle retribuzioni e le indennità nelle FARPK. Nei primi anni '80, gli stipendi militari per i soldati comuni ammontavano al riel (per il valore del riel si veda il Glossario) equivalente di 3-4 dollari al mese. Questo venne completato da una razione di riso di 16-22 chilogrammi al mese, in dotazione al tasso agevolato di un riel per chilogrammo. Venne imposto ai comandanti locali a tutti i gradi, al fine di garantire la tempestiva distribuzione di retribuzione e di razioni di tutto il personale sotto la loro giurisdizione. I soldati nei presidi permanenti furono tenuti a integrare i loro magri stipendi piantando orti individuali o d'unità e allevando pollame o bestiame, ove possibile. Sul fronte interno, la cura dei veterani e dei dipendenti militari, i cui patrocinatori erano lontani in servizio attivo, venne decentrata ed affidata ai gruppi di solidarietà (Krom Samaki) e ai vari comitati di partito e di governo a livello locale.

### La giustizia militare
Esisteva un sistema di giustizia militare nelle FARPK, ma i suoi dettagli funzionali erano sconosciuti. La Costituzione prevedeva tribunali militari, e le FARPK mantennero una rete di prigioni militari. A livello nazionale, il principale carcere militare era il T-1, situato nella zona Tuol Sleng di Phnom Penh. Gli amministratori del T-1 facevano rapporto al Ministero della Difesa Nazionale. Altri prigioni militari esistevano nelle quattro regioni militari delle FARPK, e, eventualmente,  anche a livello provinciale. La polizia militare delle FARPK servì come guardie e come amministratori del sistema penale militare.

## Equipaggiamento
Le FARPK utilizzarono attrezzature da un'ampia varietà di fonti, attingendo in larga misura ad armi di seconda mano donate dal Vietnam o dall'Unione Sovietica. Le informazioni sulla quantità e sul tipo di armi e munizioni in servizio presso le FARPK sono state impossibili da verificare per diversi anni a causa dell'instabilità interna del paese. Il fucile di servizio standard delle FARPK era l'AKM. Le unità di artiglieria erano tipicamente equipaggiate con lanciarazzi multipli BM-21 Grad o BM-14 e obici M1954/M46 da 130mm o 2A18/D-30 da 122mm. Possedevano anche quindici cannoni anticarro T-12 rimorchiati.
Le FARPK mantenevano un formidabile arsenale di carri armati da combattimento sovietici, alcuni dei quali vennero catturati dai khmer rossi. I carri armati erano tipicamente gestiti e mantenuti a livello di battaglione e comprendevano cento  T-55, dieci T-54 e cinquanta PT-76 obsoleti. Tutti questi erano di seconda mano e ricevuti come aiuto militare dal governo sovietico tra il 1983 e il 1989. Si sapeva anche che alcune unità avevano schierato Type 59 cinesi, che vennero probabilmente trasferiti alle FARPK dal Vietnam. Altri veicoli corazzati forniti dai sovietici o vietnamiti nell'inventario delle FARPK erano costituiti da veicoli trasporto truppe BTR-40, BTR-152 e BTR-60 su ruote, e dieci veicoli da combattimento della fanteria BMP-1. Gli aerei da combattimento erano costituiti da caccia multiruolo Mikoyan-Gurevich MiG-21 e da una flotta di elicotteri Mil Mi-8.
Le forze delle FARPK ereditarono anche alcune vecchie apparecchiature di origine occidentale fornite inizialmente all'Esercito nazionale Khmer prima del 1975, come due autoblindo Panhard AML-60, una quantità sconosciuta di autoblindo V-100 Commando, alcuni veicoli trasporto truppe M113 cingolati, almeno un obice semovente M108 e  M109 e ottantadue motovedette fluviali PBR.

### Armi di fanteria
| Nome      | Tipo                   | Paese d'origine  | Note                                                   |
| --------- | ---------------------- | ---------------- | ------------------------------------------------------ |
| AK-47     | Fucile d'assalto       | Unione Sovietica |                                                        |
| AKM       | Fucile d'assalto       | Unione Sovietica | Fucile di servizio standard delle FARPK.               |
| M-16A1    | Fucile d'assalto       | Stati Uniti      | Ereditato dai magazzini dell'Esercito nazionale khmer. |
| RPD       | Mitragliatrice leggera | Unione Sovietica |                                                        |
| 82-BM-37  | Mortaio                | Unione Sovietica |                                                        |
| 120-PM-43 | Mortaio                | Unione Sovietica |                                                        |
| B-10      | Cannone senza rinculo  | Unione Sovietica |                                                        |
| B-11      | Cannone senza rinculo  | Unione Sovietica |                                                        |
| RPG-2     | Arma anticarro         | Unione Sovietica | Inclusa la variante cinese Type 56 RPG.                |
| RPG-7     | Arma anticarro         | Unione Sovietica |                                                        |

### Veicoli corazzati ed artiglieria pesante
| Nome           | Tipo                                    | Paese d'origine  | In servizio | Note                                                   |
| -------------- | --------------------------------------- | ---------------- | ----------- | ------------------------------------------------------ |
| T-54/55        | Carro armato da combattimento           | Unione Sovietica | 110         | 10 T-54, 100 T-55.                                     |
| Type 59        | Carro armato da combattimento           | Cina             | --          | Donati dal Vietnam.                                    |
| PT-76          | Carro armato leggero                    | Unione Sovietica | 50          |                                                        |
| BMP-1          | Veicolo da combattimento della fanteria | Unione Sovietica | 10          |                                                        |
| BTR-40         | Veicolo trasporto truppe                | Unione Sovietica | --          |                                                        |
| BTR-152        | Veicolo trasporto truppe                | Unione Sovietica | --          |                                                        |
| BTR-60         | Veicolo trasporto truppe                | Unione Sovietica | --          |                                                        |
| M113           | Veicolo trasporto truppe                | Stati Uniti      | --          | Probabilmente ereditato dall'Esercito nazionale khmer. |
| V-100 Commando | Autoblindo                              | Francia          | --          | Probabilmente ereditato dall'Esercito nazionale khmer. |
| Panhard AML    | Autoblindo                              | Francia          | 2           | In servizio all'inizio degli anni '80.                 |
| M108           | Obice semovente                         | Stati Uniti      | --          | Probabilmente ereditato dall'Esercito nazionale khmer. |
| M109           | Obice semovente                         | Stati Uniti      | --          | Probabilmente ereditato dall'Esercito nazionale khmer. |
| M-30           | Obice                                   | Unione Sovietica | --          |                                                        |
| D-30           | Obice                                   | Unione Sovietica | 10          |                                                        |
| M46            | Cannone da campagna                     | Unione Sovietica | 30          | Inclusa la variante cinese Type 59.                    |
| T-12           | Cannone anticarro                       | Unione Sovietica | 15          |                                                        |
| ZiS-3          | Cannone anticarro                       | Unione Sovietica | --          |                                                        |
| Type 63        | Lanciarazzi multiplo                    | Cina             |             |                                                        |
| BM-13          | Lanciarazzi multiplo                    | Unione Sovietica |             |                                                        |
| BM-14          | Lanciarazzi multiplo                    | Unione Sovietica | 10          |                                                        |
| BM-21 Grad     | Lanciarazzi multiplo                    | Unione Sovietica | 10          |                                                        |

### Aerei e difesa aerea
| Nome          | Tipo                   | Paese d'origine  | In servizio | Note                                             |
| ------------- | ---------------------- | ---------------- | ----------- | ------------------------------------------------ |
| J-6           | Aereo da caccia        | Cina             | --          | Catturati dai khmer rossi                        |
| MiG-21        | Caccia multiruolo      | Unione Sovietica | 22          | 18 MiG-21bis, 3 MiG-21UM.                        |
| Mil Mi-8      | Elicottero commerciale | Unione Sovietica | 8           | Alcune fonti riportano solo 6 unità in servizio. |
| Mil Mi-17     | Elicottero commerciale | Unione Sovietica | 5           |                                                  |
| Mil Mi-24     | Elicottero d'attacco   | Unione Sovietica | 3           |                                                  |
| An-24         | Aereo cargo            | Unione Sovietica | 3           |                                                  |
| 61-K          | Cannone antiaereo      | Unione Sovietica | --          |                                                  |
| AZP S-60      | Cannone antiaereo      | Unione Sovietica | --          |                                                  |
| ZPU           | Cannone antiaereo      | Unione Sovietica | --          | Varianti ZPU-1, ZPU-2, e ZPU-4.                  |
| 9K32 Strela-2 | Missile terra-aria     | Unione Sovietica | 233         |                                                  |
| SA-3/S-125    | Missile terra-aria     | Unione Sovietica | 36          |                                                  |

### Motovedette costiere
| Nome          | Tipo            | Paese d'origine  | In servizio | Note                                                   |
| ------------- | --------------- | ---------------- | ----------- | ------------------------------------------------------ |
| PBR           | Motovedetta     | Stati Uniti      | 82          | Probabilmente ereditato dall'Esercito nazionale khmer. |
| Classe Stenka | Motovedetta     | Unione Sovietica | 4           |                                                        |
| Classe Turya  | Torpedine       | Unione Sovietica | 2           |                                                        |
| LCU           | Mezzo da sbarco | Stati Uniti      | 6           | Probabilmente ereditato dall'Esercito nazionale khmer. |

## Uniformi ed insegne
Le divise militari nelle FARPK erano indossate dalle forze principali e provinciali, anche se a quanto pare non dalla milizia. In generale, queste uniformi somigliavano a quelle del Vietnam e dell'Unione Sovietica. L'uniforme da combattimento per i soldati consisteva in una tuta verde o kaki, con morbidi cappelli da campagna in stile sovietico (come portava l'esercito sovietico in Afghanistan), o berretti a visiera con una cinghia di stoffa sul mento. Anche se non faceva parte della divisa, i soldati in un'operazione indossavano ampiamente il krama, una sciarpa a scacchi annodata liberamente intorno al collo. I giovani ufficiali che servivano nel servizio dello stato maggiore o che frequentavano le scuole di servizio a Phnom Penh indossavano camicie color cachi con cravatte, pantaloni marroni, e il berretto di servizio completo.
Il berretto dispositivo per tutti i ranghi consisteva in cinque torri, rese nello stile di Angkor Wat in campo rosso, circondato da una corona di fiori. Il dispositivo per gli alti ranghi mostrava più ornamenti elaborati in oro attorno alla corona. Le FARPK possedevano una fabbrica di abbigliamento a Phnom Penh, e avrebbero potuto essere prodotte almeno alcune delle uniformi di cui avevano bisogno in questa struttura.
Le insegne delle FARPK tra il 1979 e il 1986 assomigliavano a quelle dell'esercito vietnamita. Un nuovo sistema d'insegne di grado e di branca venne adottato nel luglio 1987 e fu in uso fino al 1993. Vennero indossate mostrine di vari colori: rosso scarlatto per l'esercito, blu scuro per la marina, e blu cielo per l'aviazione. Queste insegne di branca vennero indossate dal personale fino al grado di vice comandante di plotone. Dai comandanti di plotone ai vice comandanti di reggimento portavano insegne di grado su mostrine con bordi in argento; dai comandanti di reggimento ai vice capi delle regioni militari indossavano insegne simili con bordi dorati. Dagli alti ufficiali comandanti militari di regione al vice ministro della difesa portavano mostrine con un drago d'oro circondato da un bordo ornato su uno sfondo marrone.

### Le onorificenze
Dopo la venuta al potere, la RPK istituì una serie di premi e decorazioni per gli individui, le unità militari e le altre organizzazioni che svolgevano servizi degni di nota per il partito e lo Stato. Le medaglie o le decorazioni identificate sono segnalate quanto segue:
- Ordine di Angkor
- Ordine della Difesa della Patria (prima e seconda classe)
- Medaglia della Vittoria (prima, seconda e terza classe)
- Medaglia della Difesa Nazionale (prima, seconda e terza classe)
- Medaglia del Lavoro

In aggiunta a queste medaglie, un numero di citazioni, insegne e striscioni vennero assegnati dai vari ministeri, tra cui il Ministero della Difesa Nazionale, sia agli individui che alle organizzazioni per le prestazioni meritorio o distinte del dovere.